# We Wish You a Metal Xmas and a Headbanging New Year
We Wish You a Metal Xmas and a Headbanging New Year è una compilation di canzoni natalizie tradizionali suonate da vari artisti dell'hard rock e dell'heavy metal; lo stile di ogni brano è stato modificato adattandolo al genere.
Il disco è stato pubblicato il 18 ottobre 2008 dall'Armoury Records.

## Tracce
1. Jeff Scott Soto, Bruce Kulick, Bob Kulick, Chris Wyse, Ray Luzier – We Wish You A Merry Xmas
2. Alice Cooper, John 5, Billy Sheehan, Vinny Appice – Santa Claws is Coming to Town
3. Lemmy, Billy F. Gibbons, Dave Grohl – Run Rudolph Run
4. Ronnie James Dio, Tony Iommi, Rudy Sarzo, Simon Wright – God Rest Ye Merry Gentlemen
5. Doug Pinnick, George Lynch, Billy Sheehan, Simon Phillips – Little Drummer Boy
6. Tim "Ripper" Owens, Steve Morse, Juan García, Marco Mendoza, Vinny Appice – Santa Claus is Back in Town
7. Chuck Billy, Scott Ian, Jon Donais, Chris Wyse, John Tempesta – Silent Night
8. Geoff Tate, Carlos Cavazo, James Lomenzo, Ray Luzier – Silver Bells
9. Oni Logan, Craig Goldy, Tony Franklin, John Tempesta – Deck the Halls
10. Stephen Pearcy, Tracii Guns, Bob Kulick, Billy Sheehan, Greg Bissonette – Grandma Got Run Over by a Reindeer
11. Joe Lynn Turner, Bruce Kulick, Bob Kulick, Rudy Sarzo, Simon Wright – Rocking Around the Xmas Tree
12. Tommy Shaw, Steve Lukather, Marco Mendoza, Kenny Aronoff – Happy Xmas (War Is Over)

Tracce bonus
1. Doro Pesch, Frankie Banali, Michael Schenker, Tony Franklin – O Christmas Tree
2. Girlschool – Auld Lang Syne
3. Bumblefoot, Chris Chaney, Kenny Aronoff, Steve "Lips" Kudlow – Frosty the Snowman
4. Dez Fafara, Blasko, Doug Aldrich, John Tempesta – Rudolph the Red-Nosed Reindeer